# Superlit
Superlit este o companie producătoare de țevi și tuburi din Turcia.
Compania este controlată Superlit Uluslararasi Altyapi Ve Teknoloji Yatirimlari (99%), parte a grupului Karamanci din Turcia, și de omul de afaceri turc Mehmet Fatih Karamanci (1%), proprietarul holdingului.

## Superlit în România
În anul 2008, împreună cu Grupul Romet, Superlit a construit la Buzău o fabrică de țevi GRP (plastic armat cu fibră de sticlă), în urma unei investiții de 10 milioane de euro.
În aprilie 2010, Superlit a preluat de la grupul Romet, 40% din capitalul producătorului de tuburi Superlit Romet, ajungând să dețină integral capitalul acestuia.